# Боно (Арканзас)
Боно (енгл. Bono) град је у америчкој савезној држави Арканзас.

## Демографија
По попису из 2010. године број становника је 2.131, што је 619 (40,9%) становника више него 2000. године.
| Група             | 2000.         | 2010.         |
| Белци             | 1.465 (96,9%) | 1.982 (93,0%) |
| Афроамериканци    | 2 (0,1%)      | 43 (2,0%)     |
| Азијати           | 1 (0,1%)      | 4 (0,2%)      |
| Хиспаноамериканци | 26 (1,7%)     | 65 (3,1%)     |
| Укупно            | 1.512         | 2.131         |